# Jiří Frejka

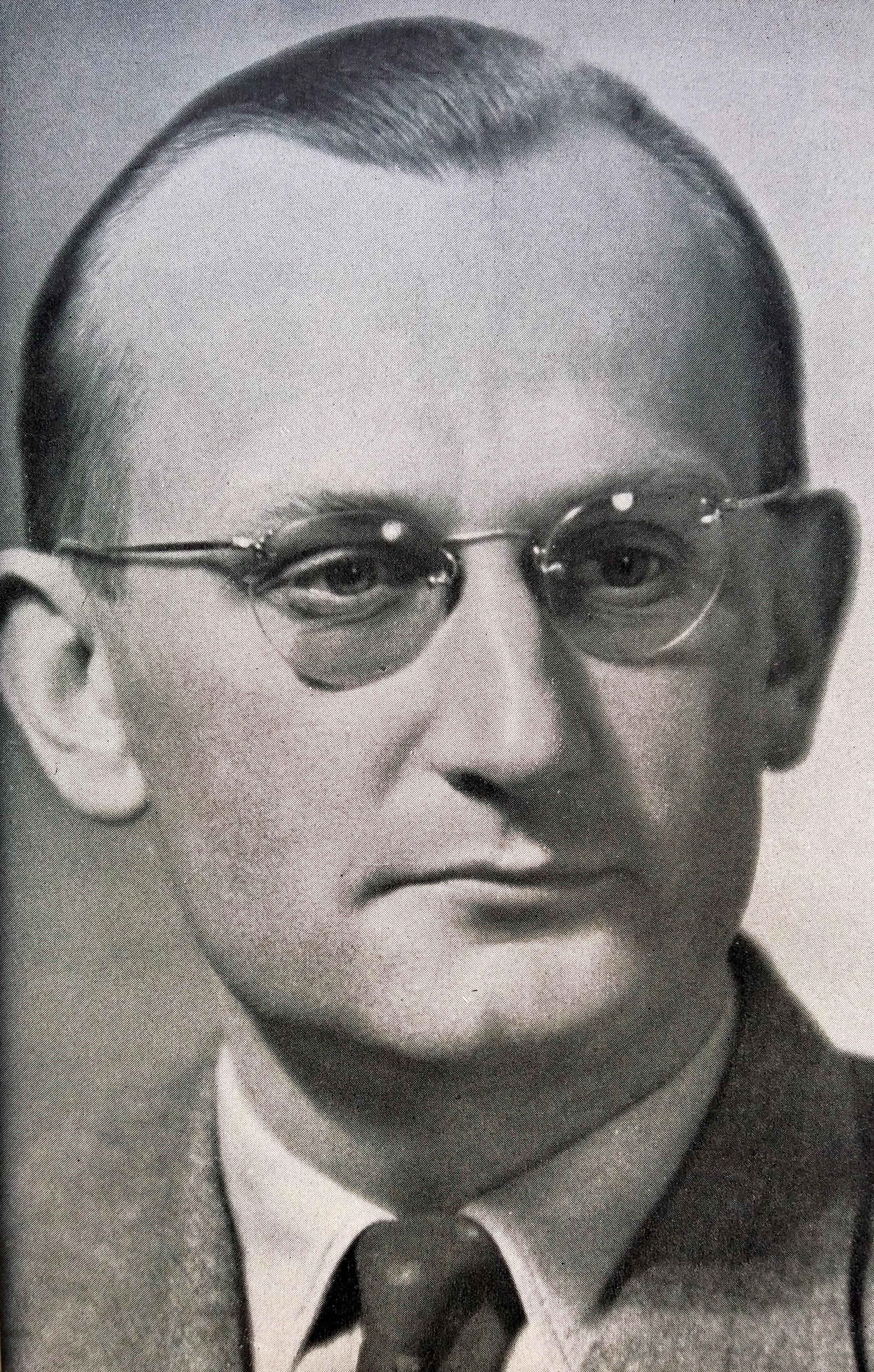
Jiří Frejka

Jiří Frejka (* 6. April 1904 in Outěchovice, Österreich-Ungarn; † 27. Oktober 1952 in Prag) war ein tschechischer Regisseur und Theatertheoretiker, Vertreter des Poetismus.

## Leben
Frejka wuchs im Jägerhaus Outěchovice auf, das erblicher Besitz seiner Familie war. Nach dem Abitur studierte er Philosophie, zur gleichen Zeit begann sein Interesse am Theater. 1925 war er zusammen mit Emil František Burian Begründer des Osvobozené divadlo (Befreites Theater). Nach Auseinandersetzungen verließ er es 1927 wieder und gründete mit Jindřich Honzl das Theater Da-Da.
Von 1930 bis 1945, auch in der Zeit der deutschen Besetzung, war er Mitglied des Schauspielhauses Národní divadlo (Nationaltheater), danach bis 1950 Chef des Theaters Divadlo na Vinohradech. Hier wurde er oft kritisiert, da die dort gezeigten Stücke nicht die Gedanken des Sozialismus widerspiegelten, da sie kein politisches Engagement beinhalteten.
Er wurde zum Operettentheater Karlín versetzt, welches durch seine Verdienste zu einem der besten Schauspielhäuser seiner Zeit wurde.
Frejka war Professor auf dem Konservatorium und war einer der maßgeblichen Mitbegründer der Akademie der musischen Künste in Prag. Dort wurde er auch nach der Eröffnung zum Rektor ernannt. Aus politischen Gründen wurde er 1952 entlassen und beging Suizid.

## Werke
In seinen literarischen Werken beschreibt er seine Ansichten über das Theater und die Schauspielerei. Diese Bücher enthielten jedoch meist nicht die Gedanken, die damals das sozialistische Theater forderte. Da er nicht bereit war seine Meinung zu ändern kam es in der Regel zu Konflikten, die schließlich zu seiner Entlassung aus staatlichem Dienst führten.